# Tawritscheskoje
Tawritscheskoje (russisch Таври́ческое) ist eine Siedlung städtischen Typs in der Oblast Omsk (Russland) mit 13.141 Einwohnern (Stand 14. Oktober 2010).

## Geographie
Die Siedlung liegt im Südosten des Westsibirischen Tieflands, knapp 50 km südlich der Oblasthauptstadt Omsk und 10 km vom linken Ufer des Irtysch entfernt.
Tawritscheskoje ist Verwaltungszentrum des gleichnamigen Rajons Tawritscheskoje.

## Geschichte
Der Ort wurde 1900 von Umsiedlern aus dem Gouvernement Taurien (russisch Tawritscheskaja gubernija, nach der alten Bezeichnung für die Krim) gegründet und nach dem Herkunftsgebiet benannt.
Im Rahmen einer Verwaltungsreform wurde Tawritscheskoje 1924 Verwaltungszentrum eines Rajons. 1969 erhielt der Ort den Status einer Siedlung städtischen Typs.

### Bevölkerungsentwicklung
| Jahr | Einwohner |
| ---- | --------- |
| 1939 | 2.689     |
| 1959 | 3.340     |
| 1970 | 5.291     |
| 1979 | 9.182     |
| 1989 | 12.261    |
| 2002 | 13.222    |
| 2010 | 13.141    |

Anmerkung: Volkszählungsdaten

## Kultur und Sehenswürdigkeiten
Seit 1990 gibt es in Tawritscheskoje ein Rajon-Heimatmuseum und seit 1993 eine Gemäldegalerie.

## Wirtschaft und Infrastruktur
In Tawritscheskoje als Zentrum eines Landwirtschaftsgebietes gibt es Betriebe der Lebensmittelindustrie.
Die Siedlung erstreckt sich zwischen der 1960 erbauten Eisenbahnstrecke Omsk – Karassuk – Srednesibirskaja (auch Mittelsibirische Eisenbahn genannt; Station Strela bei Streckenkilometer 57) im Osten und der Regionalstraße R390, die von Omsk in südlicher Richtung in das Rajonverwaltungszentrum Russkaja Poljana unweit der Grenze zu Kasachstan führt und Tawritscheskoje westlich umgeht.

## Persönlichkeiten
- Ilja Berkowski (* 2000), Fußballspieler